# جیمز کرکوود جونیور
جیمز کرکوود جونیور (انگلیسی: James Kirkwood, Jr.؛ ۲۲ اوت ۱۹۲۴ – ۲۱ آوریل ۱۹۸۹) یک هنرپیشه، و نمایش‌نامه‌نویس اهل ایالات متحده آمریکا بود.